# ノイバイ国際空港

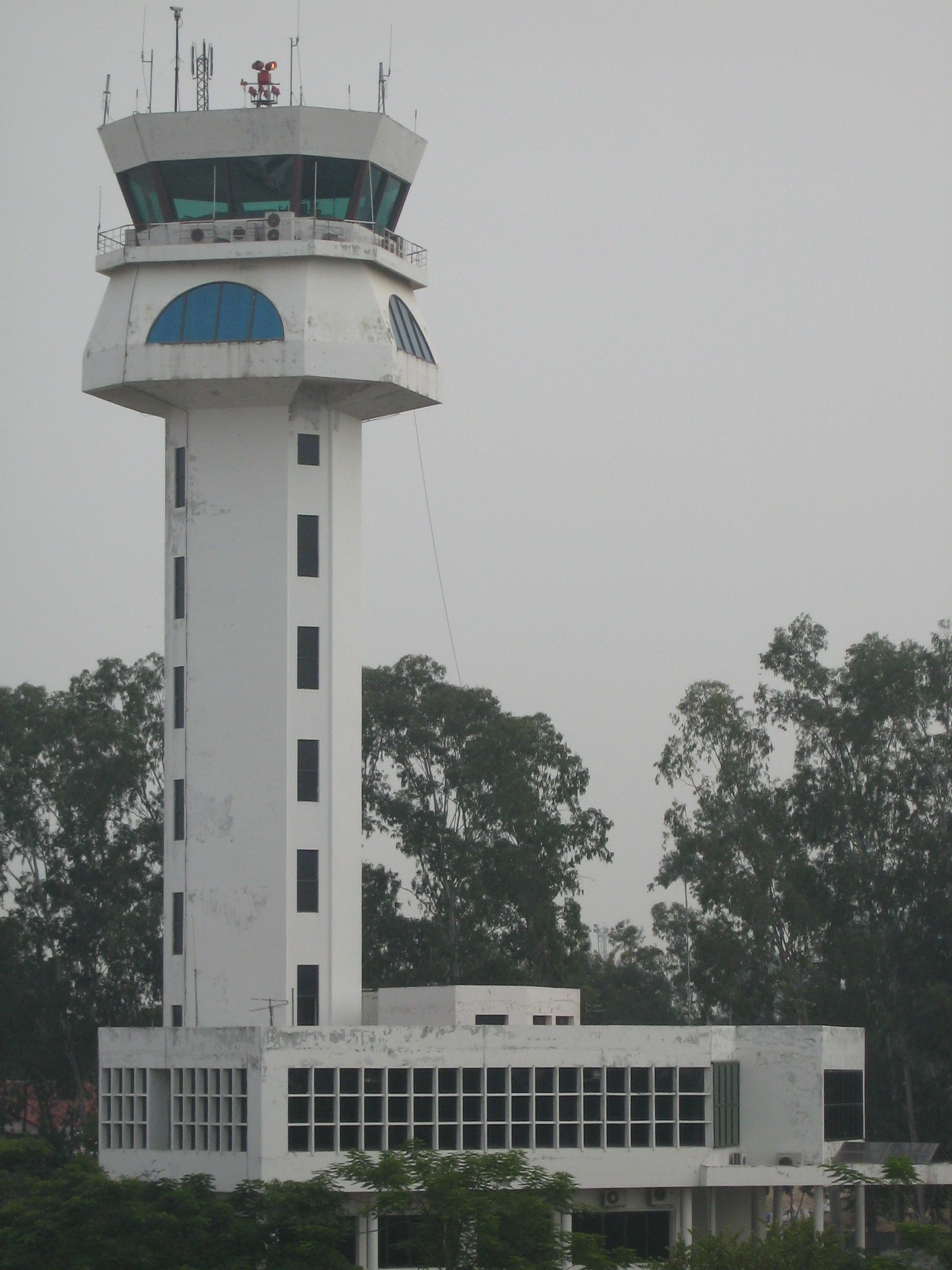
ノイバイ空港管制塔

ノイバイ国際空港（ノイバイこくさいくうこう、ベトナム語: Cảng hàng không quốc tế Nội Bài/港航空國際內排、英語: Noi Bai International Airport）は、ベトナム社会主義共和国の首都・ハノイ市にある国際空港である。ハノイ都心部から北に約45km離れた場所に位置しており、ベトナム北部最大の空港である。ベトナム航空とベトジェットエア、バンブー・エアウェイズ、パシフィック航空がハブ空港としている。

## 沿革
- 1963年、フックイェン空軍基地（英語版） として建設。
- 1978年1月2日 -  ザーラム空港に代わる民間空港として軍民共用化。
- 2014年12月31日 - 第2空港ターミナルビル運用開始。第2空港ターミナルビルは国際線専用であり、ベトナム政府と戦略的パートナーシップを結ぶ日本の政府開発援助（円借款）によって、大成建設が受注した。2012年に大成・ビナコネックスJVが着工した。
- 2015年1月4日 - 日本から国土交通大臣太田昭宏、駐ベトナム特命全権大使深田博史（いずれも当時）らが出席し、完成式典が行われた。第2空港ターミナルビルの運用開始により旅客処理能力は、従来までの年600万人から1600万人に拡大した。

ボーディング・ブリッジは、新明和工業（旧・川西航空機）のPAXWAYが採用されている。

## 就航航空会社と就航都市
2020年以降、新型コロナウイルス感染症の影響により、多くの定期便が運休、減便、経路変更となっている。
| 航空会社                     | 就航地 | ターミナル |
| ---------------------------- | --- | ---------- |
| ベトナム航空                 | ホーチミン、バンメトート、カントー、ダラット、チュライ、ダナン、ドンホイ、フエ、ニャチャン、フーコック島、プレイク、フーカット、トゥイホア、ヴィン 、ディエンビエンフー | T1         |
| ベトナム航空                 | 東南アジア : シェムリアップ、プノンペン、ルアンパバーン、ヴィエンチャン、クアラルンプール、シンガポール、バンコク/スワンナプーム、マニラ 東アジア : 北京/首都、広州、上海/浦東、香港、福岡、名古屋/中部、大阪/関西、東京/羽田、東京/成田、釜山、ソウル/仁川、高雄、台北/桃園 南アジア : デリー、ムンバイ ヨーロッパ : パリ、フランクフルト、ロンドン/ヒースロー、ミュンヘン オセアニア : メルボルン、シドニー | T2         |
| ベトジェットエア             | ホーチミン、バンメトート、カントー、ダラット、ダナン、フエ、ニャチャン、フーコック島、プレイク、フーカット | T1         |
| ベトジェットエア             | 東南アジア : デンパサール、ジャカルタ、シンガポール、バンコク/スワンナプーム、プーケット、シェムリアップ 東アジア : 福岡、広島、名古屋/中部、大阪/関西、東京/成田、釜山、ソウル/仁川、高雄、台中、台北/桃園、北京/大興、広州、上海/浦東、成都/天府 南アジア : アフマダーバード、デリー、ムンバイ オセアニア : メルボルン、シドニー                                                                            | T2         |
| バンブー・エアウェイズ       | ホーチミン、ダラット、ダナン、ニャチャン、フーカット | T1         |
| バンブー・エアウェイズ       | 麗江 | T2         |
| ベトラベル航空               | ホーチミン、ダナン | T1         |
| ベトラベル航空               | バンコク/スワンナプーム | T2         |
| パシフィック航空             | ホーチミン、ダナン | T1         |
| フィリピン航空               | マニラ | T2         |
| セブ・パシフィック航空       | マニラ | T2         |
| カンボジア・アンコール航空   | プノンペン、シェムリアップ | T2         |
| ラオス航空                   | ヴィエンチャン、ルアンパバーン | T2         |
| タイ国際航空                 | バンコク/スワンナプーム | T2         |
| タイ・エアアジア             | バンコク/ドンムアン、チェンマイ | T2         |
| ミャンマー国際航空           | ヤンゴン | T2         |
| マレーシア航空               | クアラルンプール | T2         |
| エアアジア                   | クアラルンプール | T2         |
| バティック・エア・マレーシア | クアラルンプール | T2         |
| シンガポール航空             | シンガポール | T2         |
| スクート                     | シンガポール | T2         |
| 中国東方航空                 | 上海/浦東、昆明、北京/大興、武漢、西安 | T2         |
| 中国南方航空                 | 広州、深圳 | T2         |
| 中国国際航空                 | 上海/浦東、 北京/首都、杭州(2025年10月26日より運航開始予定) | T2         |
| 春秋航空                     | 上海/浦東 | T2         |
| 廈門航空                     | 廈門 | T2         |
| 深圳航空                     | 深圳、広州 | T2         |
| 九元航空                     | 広州 | T2         |
| 吉祥航空                     | 上海/浦東 | T2         |
| 四川航空                     | 成都 | T2         |
| 中国西部航空                 | 重慶 | T2         |
| 雲南祥鵬航空                 | 大理 | T2         |
| キャセイパシフィック航空     | 香港 | T2         |
| 香港エクスプレス             | 香港 | T2         |
| マカオ航空                   | マカオ | T2         |
| チャイナエアライン           | 台北/桃園 | T2         |
| エバー航空                   | 台北/桃園 | T2         |
| スターラックス航空           | 台北/桃園 | T2         |
| 大韓航空                     | ソウル/仁川 | T2         |
| アシアナ航空                 | ソウル/仁川 | T2         |
| チェジュ航空                 | ソウル/仁川 | T2         |
| 日本航空                     | 東京/成田 | T2         |
| 全日本空輸                   | 東京/成田 | T2         |
| IndiGo                       | コルカタ | T2         |
| エミレーツ航空               | ドバイ | T2         |
| カタール航空                 | ドーハ | T2         |
| ターキッシュ エアラインズ    | イスタンブール | T2         |
| イル・アエロ                 | イルクーツク | T2         |
| アルキア・イスラエル航空     | テルアビブ(2026年1月5日より運航開始予定) | 未定       |
| エチオピア航空               | アディスアベバ | T2         |

2025年2月現在

## アクセス
- タクシー、Grab
- バス[4]
  - 路線バス 所要60〜90分
    - No.7 - ミーディン、カウザイ・バスターミナル方面
    - No.17 - ロンビエン方面
    - No.68 - キンマー、リンラン、ハドン方面[5]
    - No.86 (86CT) -  ホアンキエム湖、ハノイ駅方面[5][6]
    - No.90 - キムマー、カットリン駅
    - No.109 - ミーディン

  - ミニバス - 各航空会社の市内オフィスまで運行している。45分間隔。
    - ベトナム航空 : 1 P. Quang Trung, Trần Hưng Đạo, Hoàn Kiếm（ホアンキエム湖付近）
    - ベトジェットエア[7]：67 P. Trần Nhân Tông, Lê Đại Hành
- 鉄道
  - ハノイ・メトロ 2号線、6号線が建設される構想がある。